# Východolitomyšlské nářečí
Východolitomyšlské nářečí (někdy nazývané petácké) je specifické nářečí českého jazyka, užívané na východu Čech přibližně v severozápadní části okresu Svitavy a jižní části okresu Ústí nad Orlicí, především však v dosahu měst Litomyšl, Česká Třebová či Polička. Řadí se k severovýchodočeské nářeční oblasti češtiny (stejně jako např. náchodské či podkrkonošské nářečí), některé níže uvedené znaky jsou shodné i pro celou tuto skupinu. Nejvýraznější jev, ztráta jotace po retnicích (pět > pet), však zůstává spíš místní, pomalu vymírající regionální raritou.

## Historie nářečí
Poloha petáckého nářečí na českomoravském pohraničí (navíc na dosah německému osídlení) měla na jeho podobu výrazný vliv – původní severovýchodočeské archaismy byly např. postupně střídány prvky ze středomoravského nářečí. Neméně důležitou roli také sehrála distribuce spisovného českého jazyka. Jedním z prvních záznamů o tomto dialektu byla už Gramatika česká Jana Blahoslava, v šedesátých letech 18. století se oblast Litomyšle objevila v dialektologických pracích Josefa Jirečky a Aloise Vojtěcha Šembery. Největšího zájmu se však petácké nářečí těší až v dobách svého postupného úpadku, tedy od přelomu 18. a 19. století. Přestože se objevoval jak v beletrii, tak ve vědeckých kruzích (vždyť právě roku 1904 vychází nejucelenější studie Nářečí litomyšlské Quida Hodury), uchyluje se dialekt do stále menších enkláv, příp. jednotlivých obcí.

## Typické znaky
Nářečí se vyznačuje mj. následujícími znaky:
- Nejvýraznější změnou je ztráta jotace, která je zde dodržována i u retnic.

Příklad: behat = běhat, nevesta = nevěsta, svedomí = svědomí, zeme = země 
- Změna í → ej, obzvlášť u koncovek instrumentálu vzorů růže a kost. Někdy k ní však dochází i uprostřed slov.

Příklad: čepicej = čepicí, prácej = prací, ulicej = ulicí; žejbro = žíbro = žebro 
- Změna retnic p, b, m → t, d, n před samohláskami e a i.

Příklad: tet = pět, ředyk = hřebík, holoude = holoubě, manynka = maminka 
- Změna tě, dě, ně → te, de, ne.

Příklad: neco = něco, stehovat = stěhovat, tekne = pěkně 
- Změna v → u, nejčastěji po samohláskách na konci slabik, byly však možné i případy následnosti po samohláskách, resp. souhláskách, po slovu předešlém či před teprve nadcházejícím.

Příklad: čloujek = člověk, prauda = pravda, za uděk = za vděk, zrouna = zrovna
- Podle Quida Hodury bylo pro litomyšlské nářečí časté i vynechávání souhlásek mezi dvěma samohláskami a stažením těchto samohlásek v samohlásku dlouhou.

Příklad: cák = co pak, potřál = potřeboval, prál = povídal
- Odsouvání h v některých slovech a spojeních před r (ř) bylo už na konci 19. století prý dochováno pouze na Střenicku (např. pořeb = pohřeb, řebík = hřebík).

- Odsouvání hiatického j před i na počátku slov, v případě záporu či patřičných předpon je možné i uprostřed.

Příklad: inačí = jinačí, íst = jíst, neistota = nejistota, roziskřit = rozjiskřit 
- Nominativ plurálu životných jmen mužského rodu se neliší od svého akuzativu, resp. akuzativ je i zde měkčený kmenovou souhláskou.

Příklad: hrát si na vojáci (= vojáky), chlapci chytaj chrousti (= chrousty)
- Další, nepravidelné odlišnosti.

Příklad: Stupňování některých výrazů může být v petáckém nářečí specifické, např. adjektivum dobrý (2. dobřejší, 3. nejdobřejší) a alternativní podoby adverbií radši (rejši = raději) a nejradši (nejrejši = nejraději).  

## Nářečí v současnosti
Už Quido Hodura (1904) se zmiňuje o postupném úpadku petáckého nářečí, obzvlášť co se týče jeho nejstarších vrstev (např. změna retnic p, b, m → t, d, n před samohláskami e a i). Tyto prvky totiž byly už na začátku 20. století známé pouze z posměšných rčení a jiných frazeologismů.
V současném vývoji českého jazyka je tato tendence ještě více posílena, specifická mluva menších územních celků postupně mizí a je nahrazována interdialektem společným hned pro několik oblastí. Oblast Litomyšle se tak stává (2008) spíše křižovatkou obecné češtiny se severovýchodočeským a středomoravským nářečím, zatímco prvky petáckého nářečí zůstávají u mladších generací (Dolní Újezd u Litomyšle) povětšinou v pasivní znalosti.

## Nářečí v kultuře
Následující knihy jsou v nářečí psané buď celé, nebo částečně:
- Alois Jirásek: Vojnarka (1891)
- Teréza Nováková: O Janu Jílkovi (1898)
- Teréza Nováková: Úlomky žuly (1903)
- Anna Popelková: Za jeden hřích: román z vesnice (1897)
- Josef Raymann: Sedlské námluvy (1819)

Ukázka nářečí v mluveném jazyce:
- „Náš táta dyl v nestě, ztratil četyci, i dyla to tekná četyce."

- „Medle, Dorka, vod ženicha mela nevesta přetuzince pekný červený punčochy do střevíčků tudyle u předu vyšitý – petku moly stát a možný, že koštovaly ešte víc…“
- „Chceš-li to vedět, rouný za podobný. Dyž sem já ti dobře s Rozárou radil a ďouče je to jako kvet, taky ty ne a ne, eštěs nám tedejž prch, jak doví pro co, tak já ti zas dobře pojdám, že tu kyrysarku si nevemeš a nevemeš.“

Příklady frazeologismů:
- Handra se smeje vonuci.
- Vem si mámu s cérou, voni tě spérou.
- Za krejcar by tancoval celej deň nahej s kozou v louži.